# Tres historias sublevantes
Tres historias sublevantes es un libro de cuentos del escritor peruano Julio Ramón Ribeyro. Fue publicado en 1964 y constituye su cuarto libro de relatos. Forma parte de La palabra del mudo.
La particularidad de esta colección es que cada uno de los tres cuentos corresponde a cada una de las tres regiones naturales del Perú: costa, sierra y selva. Además cada cuento tiene una dedicatoria diferente, siendo dedicados a Hernando Cortés, Alida Cordero (la que sería esposa de Ribeyro) y Javier Heraud, respectivamente.

## Adaptaciones
De los tres cuentos en el año 1983 la Agrupación Teatral "Mientrastanto" lleva al teatro el cuento "Fénix", interpretado por el actor Fernando Fernández, con la adaptación en la dramaturgia de Eduardo Solari y Willy Pinto.
Para el año 2012 el Teatro de la Universidad Nacional de Ingeniería (UNI) con la adaptación del escritor y director Lorenzo Ricco se vuelve a llevar a las tablas una versión de cuatro actos.

## Cuentos
La obra está compuesta por tres cuentos:
- 1959,"Al pie del acantilado", escrito en la ciudad de Huamanga (Ayacucho).
- 1961, "El chaco", escrito en París.
- 1962, "Fénix", escrito en París.